# Gillis de Greve
Gillis de Greve (* um 1541 in Antwerpen; † 13. September 1604 in Hamburg) war niederländischer Kaufmann.

## Leben und Wirken
Gillis de Greve war ein protestantischer Niederländer. Während der Zeit der Spanischen Niederlande verließ er aufgrund spanischen Drucks sein Geburtsland und emigrierte um 1568 nach Hamburg. Hier handelte er mit den Merchant Adventurers, denen er Laken abkaufte. Im Gegenzug belieferte er sie mit Färberkrapp, Flachs, Wolle, Soltauer Leinwand, Barchent aus Oberdeutschland, italienischer Seide, Nürnberger Tant und Stahl, Kupfer und Blei. Darüber hinaus exportierte er Getreide nach Spanien und Italien und verkaufte aus Dänemark und Norwegen importiertes Holz auf die Iberische Halbinsel. Dort erwarb er Pfeffer, Zucker, Salz, Ingwer und weitere Gewürze sowie Edelsteine, Kork und eingemachte Oliven.
De Greve, der ein Haus in der Stadt und einen Landsitz in Billwerder besaß, arbeitete seit 1596 als Jurat an der Sankt-Petri Kirche. Da er sich zur Wohltätigkeit verpflichtet fühlte, gründete er die Niederländische Armen-Casse mit und übernahm deren Jahresverwaltung in den Jahren 1589/90 und 1598/99. De Greve gehörte zu den Mitgründern des Hamburger Waisenhauses, dessen Eröffnung er jedoch nicht mehr erlebte. Der Kaufmann bedachte beide Einrichtungen in seinem Testament mit großen Spenden.
Gillis de Greve war verheiratet mit Marie, geborene van Haesdonck, die 1608 verstarb. Aus der Ehe gingen die zwei Söhne Jacob (1553–1636) und Johann (1586–1638) hervor, die ebenfalls als großzügige Spender galten.